# Semmerzake (helling)
Semmerzake is een helling in de Vlaamse Ardennen, ze wordt ook wel Helling van Semmerzake genoemd. De voet van de klim ligt in Gavere, de top in Semmerzake.

## Wielrennen
De klim begint op de Aalbroekstraat in Gavere en eindigt in deelgemeente Semmerzake op de Opperweg. De helling is twee maal (1965, 1970) opgenomen geweest in de Ronde van Vlaanderen. Toentertijd was het een brede kasseiweg, nu is het een asfaltweg.
De helling werd in de Ronde van Vlaanderen beide malen als laatste beklommen alvorens naar de finish in Gentbrugge werd gegaan. In 1965 werd ze voorafgegaan door de Kasteelstraat, in 1970 door de Valkenberg.